# Mátyás
Mátyás est un prénom hongrois masculin.

## Étymologie
L'anthroponyme Matthieu est la forme évoluée du latin ecclésiastique Matthaeus, latinisation du grec ancien Ματθαῖος, Matthaios, adaptation de la forme araméenne מָתַּי, Mattai, Mattay, abréviation de l'hébreu מַתִּתְיָהוּ, Mattithyahū. Ce dernier nom est composé des éléments מַתִּת, mattith « don » et יָהוּ, Yāhū, forme abrégée de יהוה, YHWH, le nom de Dieu en hébreu. Le sens originel de Matthieu est donc « don de Dieu », équivalent du grec Théodore, au féminin Dorothée, et du français Dieudonné.  Il pourrait tirer son origine de la légende indienne de Shunahshepa (en) et  son nouveau nom Devarata[réf. nécessaire].

## Équivalents
- Maciej, Madis, Mads, Maitiú, Matei, Matej, Mateja, Mateo, Mateu, Mateus, Mateusz, Matevž
- Matha, Mathias, Mathieu, Matheus, Mathis, Matias, Matīss, Matko, Matija, Matouš, Mats
- Matt, Matteo, Mattathias, Matthaeus, Matthaios, Matti, Mattia, Mattias, Mattis, Matty, Mátyás

## Fête
Les "Mátyás" se fêtent le 24 février (et le 8 décembre).